# 吳大澂
吳大澂（1835年—1902年），原名大淳（因避清穆宗名諱，而改名大澂），字止敬，又字清卿，號恆軒，又號愙齋，江蘇蘇州府吳縣人，清朝學者、金石學家、書畫家、政治人物。

## 生平
吴大澂于道光十五年（1835年）五月十一日生于苏州双林巷。道光二十九年（1849年）与兄吴大根一同参加县府试，翌年兄弟二人赴昆山应院试，咸丰元年（1851年）考取县试第七，府试第九名，咸丰二年（1852年）到金陵参加乡试落第。
同治三年（1864年）甲子科補行江南鄉試，吳大澂中第三名舉人，同治七年（1868年）戊辰科二甲第五名進士。選翰林院庶吉士，授編修，歷任陝西學政、河北道、太僕寺卿、左副都御史。光緒三年（1877年）山西、陕西饥荒，吴大澂从天津购得高粱7000石以赈灾。又自己前往灾区，参与救灾。在当地与乡绅合作设立磨厂，存活灾民。光緒六年（1880年）授三品卿衔，吉林督办。协助吉林将军铭安办理宁古塔、三姓、珲春等地防务，训练马步新军。又创设了机器制造局，制造弹药，鼓励移民拓殖。光緒十一年（1885年），诏赴吉林，先会见宁古塔副统容山，后会同珲春副都统依克唐阿与俄国使臣重勘珲春黑顶子地边界，援咸丰十一年旧界图，立碑五座，建铜柱，自篆铭曰：“疆域有表国有维，此柱可立不可移。”收回侵界，“而船之出入图们江者亦卒以通航无阻。”
光緒十二年（1886年）擢廣東巡撫，任内与张之洞联名反对葡萄牙侵占澳门香山，试图阻止清廷与葡萄牙签订条约，不果。光緒十四年（1888年）任河南山東河道總督，修黃河水患，用水泥砌築磚石壩，加固“鄭州十堡”工程；二月，上表要求尊奉皇帝生父醇親王奕譞為“皇帝本生父”，遭到慈禧太后公開斥責。光緒十五年（1889年）請用新法測繪黃河圖，光緒帝命名《御覽三省黃河全圖》。光緒十八年（1892年）授湖南巡撫。光緒二十年（1894年）中日甲午戰爭中，自请率领湘军出关应战，戰敗于海城，罷歸，返回湖南，不久受命開缺。
光緒二十四年（1898年）朝廷再降旨，將其革職，永不敘用。光緒二十八年（1902年）卒，享年六十八歲。《清史稿》有傳。

## 學術
吴大澂幼承家学，精于金石。大澂的外祖父宝铁斋韩崇就是富于收藏的金石、书画鉴赏者。吴大澂幼时在外祖父家受到熏陶，对金石学有浓厚的兴趣。当时，金石、考据之学风行于士大夫之间。吴大澂与俞樾、陈奂、吴雲等学者过从甚密。陈奂是吴大澂文字学上的启蒙老师，吴氏曾随陈奂学习段玉裁《说文解字注》。俞樾亦是吴大澂之师，同治四年（1865）吴大澂在俞樾任山长的紫阳书院肄业。吴雲是大澂的密友，大澂时常出入吴雲府第，鉴赏金石书画。同治七年（1868），吴大澂任翰林编修。至同治十二年（1873）出任陕甘学政这段时间内，吴大澂在京师与潘祖荫、张之洞、王懿荣等人结交。他们于潘氏宅邸内雅集，收购、鉴赏、考证、校勘金石书画和古籍书目。周悦让、胡义赞、胡澍、赵之谦也在当时的聚会中。在这期间，吴大澂开始嗜好吉金文字。莫友芝也是吴大澂的友人，同治七年八月吴氏告假回苏时两人结识，朝夕讨论金石文字。

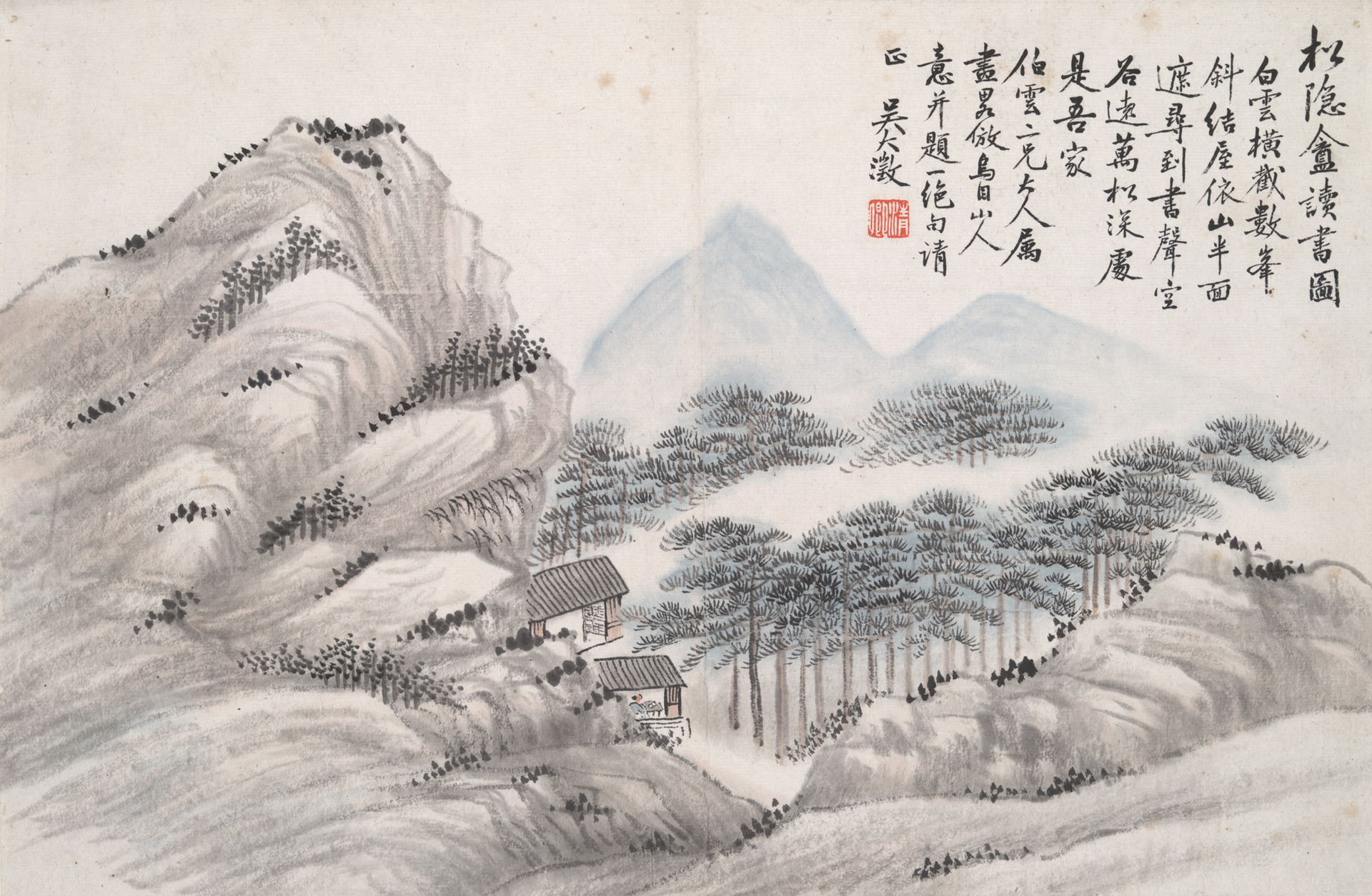
吴大澂《松隐盦读书图》

陈介祺对吴大澂影响巨大。自同治十二年（1874）开始至光绪十年（1884）陈氏逝世为止，两人始终保持着通信，交流金石文字之学。陈氏乃吴大澂外祖父韩崇的旧识，因此大澂对陈氏执礼甚恭。其《说文古籀补》请陈介祺作了序。陈氏治学态度极为严谨，赏鉴水平十分高超，在二人的通信中，吴大澂从陈介祺处收获了很大教益。

## 事跡
光绪十三年（1887年9月30日），河南郑州下汛十堡（今惠济区花园口镇石桥村）发生黄河决口，致使200多万（一说93万；一说最保守估计150万；一说700万）人罹难，清朝政府命吴大澂接办堵口工程，1889年1月20日（光绪十四年冬）合龙成功，吴大澂亲笔撰文立碑以示纪念此次事件。

## 著作
吳大澂善畫山水、花卉，尤精於篆書，少從陳碩甫學篆，書法酷似李陽冰，後受楊沂孫啟發，結合小篆與金文，自成一家。作品有《古籀补》、《古玉图考》、《愙齋集古錄》、《愙斋诗存》、《古字說》、《權衡度量考》、《恆軒所見所藏吉金錄》等。

## 家族
- 兄吳大根。
- 弟吳大衡。
- 吳大澂為汪鳴鑾的姨表兄，姻親中較出名是張之洞、袁世凱。
- 女吳本嫻嫁袁世凱的長子袁克定。
- 女吳本靜嫁費樹蔚。
- 吳大根之子吳本善的兩女相繼嫁張是彝。
- 吳本善之子吳湖帆過繼給吳大澂為嗣孫。吳湖帆有子吳孟歐、吳述歐、吳思歐、吳惠歐[9]。
- 結拜兄弟副都統容山。

## 延伸阅读
[在维基数据编辑]
 在维基文库阅读此作者作品（ 在维基共享资源阅览影像）
 《清史稿/卷450》，出自趙爾巽《清史稿》
| 前任：譚鈞培 | 廣東巡抚1886年 - 1888年 | 繼任：張之洞 |

| 前任：李鶴年 | 河道总督1888年 - 1890年 | 繼任：倪文蔚 |

| 前任：張煦 | 湖南巡撫1892年 - 1894年 | 繼任：邵友濂 |

| 前任：邵友濂 | 湖南巡撫1894年 - 1895年 | 繼任：德壽 |